# 格伦艾伦 (阿拉巴马州)
格伦艾伦（英文：Glen Allen），是美国阿拉巴马州下属的一座城市。面积约为6.55平方英里（约合16.97平方公里）。根据2010年美国人口普查，该市有人口510人，人口密度为77.82/平方英里（约合30.05/平方公里）。